# Jużnyj (rejon sudżański)
Jużnyj (ros. Южный) – chutor w zachodniej Rosji, w sielsowiecie kazaczełokniańskim rejonu sudżańskiego w obwodzie kurskim.

## Geografia
Miejscowość położona jest nad rzeką Iwnica w pobliżu jej ujścia do Sudży, 10 km od granicy z Ukrainą, 4 km od centrum administracyjnego sielsowietu kazaczełokniańskiego (Kazaczja Łoknia), 9,5 km od centrum administracyjnego rejonu (Sudża), 82 km od Kurska.

## Demografia
W 2010 r. miejscowość zamieszkiwało 28 osób.